# Grégoire de Fournas
Grégoire de Fournas de Brosse (Lesparre-Médoc, 19 de marzo de 1985) es un viticultor y político francés. Miembro de la Agrupación Nacional, fue elegido diputado por la 5.º circunscripción de la Gironda durante las elecciones legislativas de 2022. Forma parte del grupo de RN y es miembro de la comisión de asuntos económicos de la Asamblea Nacional. Fue consejero departamental de Gironda de 2015 a 2021, elegido en el cantón de Nord-Médoc con Sonia Colemyn.

## Biografía
Nació el 19 de marzo de 1985 en Lesparre-Médoc. Posee el título de técnico superior en viticultura y enología. Está con su padre al frente de un viñedo, Château Vieux Cassan, del que tomó el relevo de la antorcha familiar en 2010. Es padre de cinco hijos. El alcalde de Pauillac afirma que Grégoire de Fournas, si bien se declara en contra de la inmigración, utiliza mano de obra extranjera barata, principalmente de origen rumano o portugués.
Se incorporó a la Agrupación Nacional en 2011. Fue elegido consejero departamental de la Gironda en 2015, en el cantón de Nord-Médoc, pero fracasó en las elecciones legislativas de 2017, luego en las elecciones municipales de Pauillac en 2020.
El 19 de junio de 2022, en la segunda vuelta de laselecciones legislativas de 2022, obtuvo el 53,28% de los votos, por lo que fue elegido en la quinta circunscripción de la Gironda bajo los colores de la Agrupación Nacional. La segunda vuelta resultó en una ruptura del Frente Republicano en el distrito electoral según Rue89: al llegar tercera en la primera vuelta, Karine Nouette-Gaulain (mayoría presidencial) no dio ninguna instrucción de voto entre la izquierda y la extrema derecha.
Libération lo describe como un "feroz defensor de la caza, ferozmente opuesto a los aerogeneradores cuyas instalaciones combate con virulencia".
De acuerdo con Rue89, "es ilustrado regularmente por sus deslices, en particular contra la acogida de menores no acompañados, y por el conocimiento de las franjas más racistas y antisemitas de su audiencia en su página de Facebook".

## Controversias

### Comentarios racistas en la Asamblea Nacional
El 3 de noviembre de 2022, durante una sesión de preguntas al gobierno en la Asamblea Nacional sobre el destino de los migrantes en el Mediterráneo, Grégoire de Fournas interrumpió el discurso del diputado de Francia Insumisa (LFI), Carlos Martens Bilongo, gritando: "que vuelva a África", versión registrada por los ujieres de la asamblea en el acta de la reunión. El grupo RN mencionó más tarde que de Fournas habría dicho "que vuelvan a África”, apuntando a los migrantes y no al diputado.
El presidente de la asamblea puso fin a la sesión. Todos los diputados del grupo RN se unieron en torno al diputado RN mientras los demás diputados le pidieron que abandonara el recinto. Los comentarios de Grégoire de Fournas son considerados racistas en particular por LFI y la primera ministra Élisabeth Borne y por muchos representantes electos de la mayoría. Grégoire de Fournas se defendió afirmando haber querido hablar de la ONG SOS Méditerranée y ser víctima «de una manipulación de La Francia insumisa». Marine Le Pen y los demás funcionarios electos de RN le dieron su apoyo. Al día siguiente, en Twitter, declara: "Asumo plenamente mis comentarios sobre la anárquica política migratoria de nuestro país".
El presidente de la República Emmanuel Macron se declara «desigual» por palabras «intolerables». La presidenta de la Asamblea, Yaël Braun-Pivet, anuncia en el proceso que convocará una reunión de mesa para examinar la situación el día viernes 4 de noviembre de 2022. El ministro de interior, Gérald Darmanin «cree que se plantea la cuestión de su dimisión» .
La polémica destaca varias publicaciones racistas y antisemitas de Grégoire de Fournas en las redes sociales, cómo: "Va a ser asqueroso, estamos invadidos por esta mierda (...) Ahora son los judíos los que nos imponen esta presencia detestable, están muy tranquilos" o "Si Herwan quiere estar con negros, puede irse a África", esta última refiriéndose a un internauta negro, que luego borra su comentario.
Al inicio de la sesión del 4 de noviembre, los diputados presentes votaron a favor de la censura y exclusión temporal del diputado de Médoc, procedimiento que se ha utilizado una sola vez desde 1958.